# Ludwig Schmaderer
Ludwig Schmaderer (Monaco di Baviera, 6 febbraio 1913 – Dabo in Tibet, 11 luglio 1945) è stato un alpinista e sportivo tedesco, fu un abile alpinista delle Alpi, del Caucaso e dei Carpazi, uno specialista himalayano. Fu scelto come un componente della spedizione alpinistica tedesca al Nanga Parbat del 1938. Fu uno degli atleti più vincenti della squadra giovanile della sezione alpina di Monaco di Baviera negli anni '30, insieme a Herbert Paidar, Adolf Göttner e Ludwig Vörg.

## Biografia
Ludwig Schmaderer iniziò l'alpinismo all'età di 15 anni e divenne rapidamente un eccellente scalatore. Di professione fornaio, insieme a Herbert Paidar, Adolf Göttner e Ludwig Vörg, fu uno degli atleti più vincenti della squadra giovanile della sezione alpina di Monaco di Baviera negli anni '30. Compì  numerosi viaggi nei Monti del Wetterstein, sull'Hochwanner, salendo la parete nord diretta; scalò la parete sud della Schüsselkarspitze, il diedro sud e la parete sud-est, si arrampicò lungo la parete nord del Großer Waxenstein (prima salita). Nel 1932 nei monti del Kaiser, sulla tratta Predigtstuhl Fiechtl-Weinberger,  fece la prima salita invernale della parete ovest del Mittelgipfel con Hias Rebitsch e affrontò la Fessura Dülfer, la parete sud-orientale presso il Fleischbark; salì sulla Torre di Cristo passando per la parete est diretta.
Presente anche nelle Dolomiti nel 1934 si inerpicò sulla  Cima Grandevia Comici,  parete nord (terza salita); sulla Piccola Cima, sul Bordo Giallo con Adolf Göttner salendo dalla parete sud della Tofana (via Stößer). La sua più grande impresa sulle Alpi fu compiuta nel 1934 con Adolf Göttner e l'austriaco Franz Krobath con la prima traversata completa della cresta di Peuterey sul monte Bianco attraverso il Mont Noire e la cresta sud-orientale dell'Aiguille Noire, da cui la cordata si calò diciotto volte, ciascuna di 30 metri. In totale si dovettero superare 3.000 metri di dislivello. Schmaderer ebbe modo di visitare il Caucaso due volte. Nel 1935 raggiunse la  quota 4.014 del Gruppo Tepli (prima salita e traversata); scalò la parete ovest del Kolota Tau (prima salita); il Tepli Tau (prima salita e traversata); il picco nord del Songuta Choch (prima salita) e altre vette da quattromila metri; raggiunse la vetta orientale dell'Elbrus (5.593 m). Insieme al russo Harlampiev, Schmaderer, Göttner e Vörg rivolsero la loro attenzione al monte  Ushba. Dopo il primo attraversamento della doppia vetta nel 1903, nessun altro tentativo aveva avuto successo. Questa volta la montagna venne attraversata in quattro giorni nella direzione opposta, per la prima volta da sud a nord. Nel 1936 vennero effettuate due grandi prime ascensioni: la parete nord dello Shcheldi-Tau e la parete ovest dell'Ushba, alta quasi 2.000 metri. Nel 1937 lo svizzero Ernst Grob invitò Schmaderer e Paidar a un viaggio sull'Himalaya, durante il quale riuscirono a compiere la seconda scalata del Siniolchu (6.891 m). 
Nel 1938 come membro della spedizione tedesca al Nanga Parbat scalò il Rakhiot Peak (7.070 m), il Buldar Peak e  due volte il Chongra Peak (6.448 m). Nel 1939 fu di nuovo in viaggio con Ernst Grob e Herbert Paidar nell'ambito di una spedizione svizzero-tedesca, i “Tre nell’Himalaya”, così si definirono, attraversarono per la prima volta il Nepal Peak (7.153 m) e ottennero un grande successo con la prima scalata del Tent Peak (7.363 m) o Kirat Chuli, alto 7.363 metri, nella catena montuosa del Sikkim. 
All'inizio della seconda guerra mondiale, Schmaderer fu internato in India per sei anni dalle autorità britanniche indiane, così come tutti gli scalatori tedeschi e italiani presenti sul territorio inglese. Fuggì dal campo di concentramento di Dehra Dun nel 1945 con  Herbert Paidar, senza rendersi conto che la guerra era appena terminata. Nella valle dello Spiti, nei pressi di Dabo, tra il Tibet e l'India, Schmaderer fu aggredito dai banditi e ucciso. I suoi assassini furono in seguito catturati dalle autorità inglesi.  I resti di Schmaderer furono deposti nel terreno del monastero di Tabo.

## Carriera alpinistica
- 1930 salita allo Schüsselkarspitze, parete sud, diedro sud, 2.538 m, (Wetterstein);
- 1931 salita al Watzmann, parete est "Salzburger Weg", 2.713 m, (Alpi di Berchtesgaden);
- 1933 salita allo Schüsselkarspitze, parete sud, V-, 2.538 m, (Wetterstein);
- 1934 prima salita invernale al Predigtstuhl, cima di mezzo,parete ovest "Haslacher-Beringer", 2.116 m, (Wilder Kaiser);
- 1934 salita all'Hoher Gaif, parete sud, VI-, 2.288 m, (Wetterstein);
- 1934 quarta salita alla Tofana di Rozzes, parete sud diretta "Stösser-Führe", VI-, 800 m, 3.225 m, (Dolomiti Ampezzane);
- 1934 seconda salita allo spigolo sud della Piccola Cima  "Spigolo Giallo", VI, 350 HM, 2.857 m, (Dolomiti di Sesto);
- 1934 terza salita al Grosse Zinne, parete nord "Comiciführe", VI+, 400 HM, 2.999 m, (Dolomiti di Sesto);
- 1934 Aiguille Croux, 3.256 m, (zona del monte Bianco);
- 1934 prima ascensione al picco anteriore del Mont Noir; Mont Noire de Peuterey  punta, 3.045 m (Torre Tedesca), Aiguille Noire de Peuterey, cresta sud-est (prima salita completa della cresta sud-est), prima discesa dallo spigolo nord, Punta Gugliermina,  Aiguille Blanche de Peuterey, 4.112 m, monte Bianco di Courmayeur, 4.748 m, monte Bianco, 4.809 m, (prima salita completa della cresta Peuterey), Dôme du Goûter, 4.304 m, (zona del monte Bianco);
- 1935 prima salita invernale del Predigtstuhl-Mittelgipfel-Westverschneidung, 2.116 m, (Wilder Kaiser);
- 1935 prima salita e traversata della punta 4.014 del Gruppo Tepli,(Caucaso)
- 1935  monte Kasbek, 5.043m, (Caucaso);
- 1935 picco nord del Songuta-Choch, 3.790 m (Caucaso);
- 1935 picco est del Tepli-Tau, 4.200 m e traversata della vetta principale del Tepli-Tau, 4.423 m, (Caucaso);
- 1935, prima ascensione della parete ovest del Kolota-Tau, 4.167 m, (Caucaso);
- 1935 seconda salita del Kolota-Tau da est, 4.167 m, prima salita e traversata dell'Archon-Tau, (Caucaso);
- 1935 salita dell'Elbrus, cima est, 5.593 m, (Caucaso);
- 1935 salita dell'Uschba e seconda salita della cima sud e della cima nord, discesa della cresta nord, 4.737 m, (Caucaso);
- 1936 prima salita invernale del Predigtstuhl, cima nord, parete ovest, via di collegamento "Schüle-Diem", VI-/A1, 2.092 m, Wilder Kaiser);
- 1936 prima salita del Grosser Waxenstein, parete nord diretta "Schmaderer-Führe", VI-, 2277 m, (Wetterstein);
- 1936 salita del Fuscherkarkopf, parete nord-ovest, 3.336 m, (Gruppo del Glockner, Alti Tauri);
- 1936 scalata del Grosses Wiesbachhorn, parete nord-occidentale, 50°-55°, 400 m di altitudine, 3.570 m, (Alti Tauri);
- 1936 partecipazione alla spedizione nel Caucaso: 21 successi in vetta, 8 prime ascensioni, 6 prime ascensioni;
- 1936 prima ascensione dello Shcheldi Tau, parete nord "Via Schmaderer-Paidar", 1.800 m di altitudine e prima ascensione dello Shcheldi Tau, parete sud in discesa, 4.320 m, (Caucaso);
- 1936 seconda ascensione del Songuta-Khoch, cima principale, 4.459 m, e traversata fino alla cima nord, 4.400 m, (Caucaso);
- 1936 ascensione dell'Uilpata, 4.647 m, (Caucaso);
- 1936 prima ascensione dell'Ushba, parete ovest, 2000 HM, 4.737 m, (Caucaso);
- 1936 salita al Pik Shtschurowski, 4.259 m, (Caucaso);
- 1936 prima salita.Tschatuin-Tau, parete ovest, 4.363 m, (Caucaso);
- 1936 salita al Klumkolbash, cresta est, 4.154 m, (Caucaso);
- 1936 prima salita del Termenbash, 4.080 m, (Caucaso);
- 1937 prima salita del Caltum-parete nord, (Carpazi);
- 1937 prima salita del Großer Königstein, parete ovest, (Carpazi);
- 1937 salita al Fleischbank, parete sud-est "Wießner-Rossi", V+/A0, 2.187 m, (Wilder Kaiser);
- 1937 prima salita invernale al Predigtstuhl, cima media-facciata ovest, V, 2.092 m, (Wilder Kaiser);
- 1937 salita al Buldar Peak, (Karakorum, Pakistan);
- 1938 partecipante alla spedizione Nanga Parbat, (Karakorum, Pakistan);
- 1938 salita al Rakhiot Peak, 7.070 m, (Karakorum, Pakistan);
- 1938 salita al Chongra Peak cima sud, 6.448 m, (Karakorum, Pakistan);
- 1937 salita al Siniolchu, 6.891 m, (Himalaya del Sikkim);
- 1939 salita al Tent Peak, 7.363 m, (Himalaya del Sikkim)
- 1939 salita al Langpo Peak, cima sud, 6.850 m, (Himalaya del Sikkim);
- 1939 salita al Nepal Peak, 7.168 m, (Sikkim Himalaya)[1][2].

## Scritti
- Scrisse "Drei im Himalaja: Die Erlebnisse einer Himalajafahrt ", (traduzione "Tre nell'Himalaya: le esperienze di un viaggio sull'Himalaya")  pubblicato nel 1938 con Ernst Grob e con la collaborazione di Herbert Paibar e Fritz Schmitt. Lo scritto narra di "Tre alpinisti" di Monaco di Baviera che tentarono invano di conquistare i monti Twins e Nepal Peak e, con enormi sforzi, riuscirono a raggiungere la cima del monte Siniolchu, definita la "montagna più bella della terra".
- Diario di Ludwig Schmaderer, Tra Kantsch e Tibet, Monaco di Baviera, 1950, pagine da 105 a 111.